# 貝満ひとみ
貝満 ひとみ（かいまん ひとみ、1969年12月24日 -  ）は、日本のAV女優。
身長:158cm。スリーサイズ:B86(D)・W61・H89。血液型:O型。

## 来歴・人物
1990年9月にAVデビュー。
ストリッパーとして活動した時期もあり、アメリカのポルノ映画にも出演している。
『姫TV』(テレビ朝日・1991年10月頃)の「クイズタイム小学生」では13問中7問正解でクリア(史上2人目)。
『浅草キッドのオールナイトニッポン』（ニッポン放送）にゲスト出演。
2009年7月よりAV女優としての活動を再開。

## 出演作品

### アダルトビデオ
- ワニギャル、屋形船でいく〜っ! （1990年9月21日、VIP） ※デビュー作
- SEXウェーブ1990 ハルマゲドンの女 （1990年10月5日、HRCホームビデオ）
- 白・黒・黄色・タコ・クジラ （1990年11月23日、アリスJAPAN）
- 軟体性物 犯してみたニョロ （1990年、ロイヤル・アート）
- 危険塾 2 （1990年、コロナ社）
- 50人斬り （1990年、ホップビデオ）
- ビデオSEXY倶楽部 44 （、宇宙企画）…オムニバス作品 他出演:山中愛、川島美優 ほか
- 極道ボディコーンズ （1990年、BAZOOKA）…共演:いとうしいな
- 変態家族ゲーム （1990年、KUKI）
- 貝満ひとみの21人SEX御用達娘 （1990年、新東宝ビデオ）
- 平成の淫と乱 乱の巻 （1993年、KUKI）…共演:児島里乃、林由美香、綾乃、雪ダイア、北園ルナ、浅野純
- ワニとセックスした女 （2009年8月19日、乱丸）
- イグイグ淫乱教師 （2009年9月19日、乱丸）…共演:草凪純
- 童貞の素人を喰いたーい! （2009年10月19日、乱丸）
- 2013年RUBY年鑑 Vol.1 美熟女たちの饗宴（2013年12月6日、ルビー）…撮り下ろし作品総集編

### 成人映画
- 貝満ひとみ 何でもいらっしゃい! （1991年8月23日公開、エクセスフィルム）
- 変態姉妹 亭主交換 （1993年7月2日公開、エクセスフィルム）…共演:小森菜奈